# Comuna Sloboda, Cernihiv
Sloboda (în ucraineană Слобода) este o comună în raionul Cernihiv, regiunea Cernihiv, Ucraina, formată din satele Dracivșciîna, Sloboda (reședința) și Viktorivka.

## Demografie
Componența lingvistică a comunei Sloboda
     Ucraineană (96,99%)
     Rusă (2,6%)
     Alte limbi (0,41%)
Conform recensământului din 2001, majoritatea populației comunei Sloboda era vorbitoare de ucraineană (96,99%), existând în minoritate și vorbitori de rusă (2,6%).